# Hullámvezető

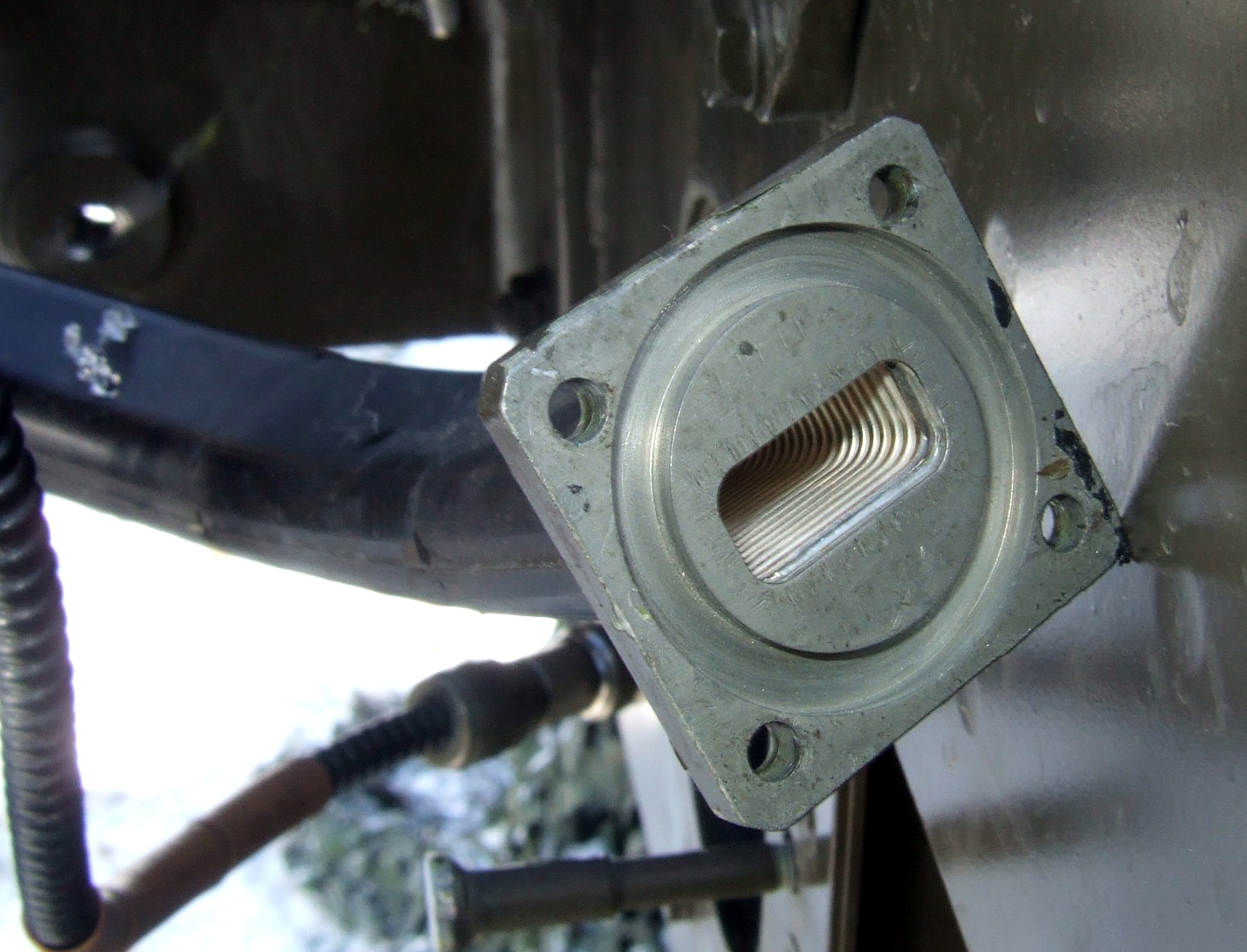
Rugalmas hullámvezető egy része nyomás alatt álló peremmel

TE31 módú elektromos tér Ex komponense egy X-sávú üreges fém hullámvezető belsejében

A hullámvezető olyan szerkezet, amely a hullámokat, például az elektromágneses hullámokat vagy akár a hangot, minimális energiaveszteséggel vezeti az energia átadásának egy meghatározott irányába történő korlátozásával. A hullámvezető fizikai kényszere nélkül, a hullámamplitúdók az inverz négyzetes törvény szerint csökkennek, amikor háromdimenziós térben terjednek.
Különböző típusú hullámvezetők vannak a különböző típusú hullámokhoz. Az eredeti és leggyakoribb az üreges vezető fémcső, amelyet nagyfrekvenciás rádióhullámok, különösen mikrohullámok továbbítására használnak. A dielektromos hullámvezetőket magasabb rádiófrekvenciákon használják, az átlátszó dielektromos hullámvezetők és az optikai szálak pedig a fény hullámvezetőiként szolgálnak. Az akusztikában a légcsatornákat és a kürtöket hullámvezetőként használják a hangszerekhez és a hangszórókhoz, a speciális alakú fémrudak pedig ultrahangot vezetnek az ultrahangos megmunkálás során.
A hullámvezető geometriája tükrözi a funkcióját; a hullámot egy dimenzióban irányító, elterjedtebb típusok mellett vannak kétdimenziós födém hullámvezetők, más néven sík hullámvezetők, amelyek két dimenzióra korlátozzák a hullámokat. Az átvitt hullám frekvenciája a hullámvezető méretét is meghatározza: mindegyik hullámvezetőnek a méretétől függő vágási hullámhossza van, és nem vezet nagyobb hullámhosszú hullámokat; a fényt irányító optikai szál nem továbbítja a sokkal nagyobb hullámhosszú mikrohullámokat. Néhány természetesen előforduló szerkezet hullámvezetőként is működhet. Az óceán SOFAR csatornarétege óriási távolságokon vezetheti a bálna dalának hangját. A hullámvezető bármilyen keresztmetszetű alakja képes támogatni, befolyásolni az EM (elektromágneses) hullámokat. A szabálytalan formákat nehéz elemezni. A leggyakrabban használt hullámvezetők téglalap alakúak és kör alakúak.

## Alapelv

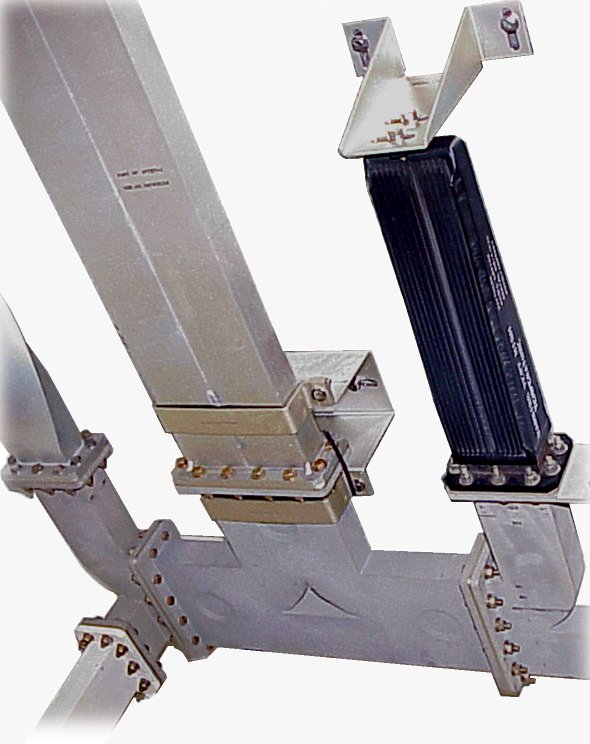
Példa hullámvezetőkre és diplexerre a légiforgalmi irányító radarban

A hullámok a nyílt térben gömbhullámként terjednek minden irányba. A hullámteljesítmény a forrástól  R távolságra, a távolság négyzetével (inverz négyzetes törvény) csökken. A hullámvezető korlátozza a hullám terjedését egy (vagy két) dimenzióban, így ideális körülmények között a hullám nem veszít energiát terjedése közben. A falakon történő teljes visszaverődés miatt a hullámok a hullámvezető belsejére korlátozódnak. 

## Felhasználásai

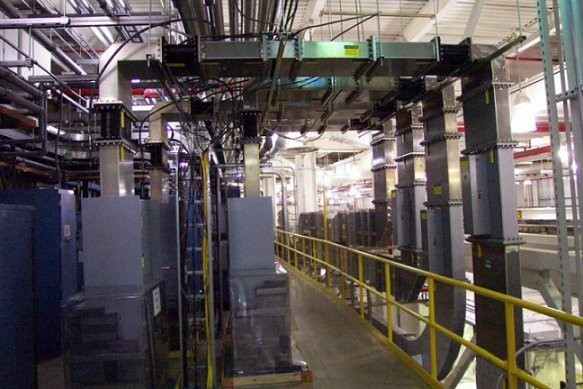
Hullámvezető táplálja az Argonne Nemzeti Laboratórium fejlett fotonforrását

A hullámvezetők felhasználása a jelek továbbítására már a kifejezés megalkotása előtt is ismert volt. A feszes vezetéken keresztül vezetett hanghullámok jelensége régóta ismert, ugyanígy az üreges csövön, például egy barlangon vagy orvosi sztetoszkópon keresztüli hangterjedés is. A hullámvezetők további felhasználási módjai a rendszer komponensei, például rádió, radar vagy optikai eszközök közötti energia továbbítása. A hullámvezetők elvén működik az irányított hullámteszt (Guided Wave Testing - GWT), amely a roncsolásmentes értékelés számos módszerének egyike. 
Konkrét példák:
- Az optikai szálak nagy távolságra továbbítják a fényt és a jeleket, alacsony csillapítással és széles tartományban skálázható hullámhosszban.
- Mikrohullámú sütőben hullámvezető adja át az energiát a magnetronból, ahol hullámok képződnek, a főzőkamrába.
- A radarban egy hullámvezető továbbítja a rádiófrekvenciás energiát oda-vissza az antennáról úgy, hogy az impedanciát illeszti is a hatékony energiaátvitel érdekében (lásd alább).
- Négyszögletes és kör alakú hullámvezetőket elterjedten használnak a parabolatükör és elektronikájuk közötti betápláláshoz, akár alacsony zajszintű vevőkhöz, akár erősítőhöz/adóhoz.
- A hullámvezetőket tudományos eszközökben használják az anyagok és tárgyak optikai, akusztikai és elasztikus tulajdonságainak mérésére. A hullámvezető érintkezésbe hozható a mintával (mint egy orvosi ultrahangvizsgálaton), ebben az esetben a hullámvezető biztosítja a teszthullám erejének konzerválódását, vagy a mintát a hullámvezető belsejébe helyezhetjük (mint például egy dielektromos állandó mérésnél).[3]), így kisebb objektumok tesztelhetők és jobb a pontosság.
- A rádiófrekvenciás távvezeték a hullámvezető egy speciális típusa, nagyon gyakran használják. Ismert fajtája a csőtápvonal.

## Történelem
Az első hullámvezetési struktúrát J. J. Thomson javasolta 1893-ban, és először Oliver Lodge tesztelte 1894-ben. A fémhengerben lévő elektromágneses hullámok első matematikai elemzését Lord Rayleigh végezte 1897-ben. A hanghullámok esetében Lord Rayleigh A hang elmélete című alapművében publikálta a terjedési módok teljes matematikai elemzését. Jagadish Chandra Bose hullámvezetők segítségével milliméteres hullámhosszakat kutatott, és 1897-ben leírta a londoni Királyi Intézetnek Kolkatában végzett kutatását.
A dielektromos hullámvezetők (például az optikai szálak, lásd alább) tanulmányozása már az 1920-as években elkezdődött, a kutatók közül a leghíresebb Rayleigh, Sommerfeld és Debye. Az optikai szálak az 1960-as években kezdtek különös figyelmet kapni, mivel a kommunikációs ipar számára nagy jelentőséggel bírt a használatuk.
A rádiókommunikáció fejlődése kezdetben az alacsonyabb frekvenciákon történt, mert ezek könnyebben terjednek nagy távolságra is. A hosszú hullámhosszak miatt, ezen frekvenciákat üreges fém hullámvezetőkbe való alkalmazásra alkalmatlanoknak tekinthetjük, mivel a gyakorlatban szükséges nagy átmérőjű csövek kivitelezhetetlenek. Következésképpen az üreges fém hullámvezetők kutatása elakadt, és Lord Rayleigh munkáját egy időre elfelejtették, így másoknak később újra fel kellett fedezniük. A gyakorlati vizsgálatokat az 1930-as években folytatta George C. Southworth a Bell Labsnál és Wilmer L. Barrow az MIT-nél. Southworth eleinte a dielektromos rudak hullámairól szóló tanulmányokból vette át az elméletet, mert Lord Rayleigh munkája számára ismeretlen volt. Ez némileg félrevezette; egyes kísérletei kudarcot vallottak, mert nem volt tisztában a hullámvezető levágási frekvenciájának jelenségével, amely már Lord Rayleigh munkájában megtalálható. A komoly elméleti munka végigvitelét John R. Carson és Sallie P. Mead vállalta fel. Ez a munka arra a felfedezésre vezetett, hogy a TE 01 üzemmódban a kör alakú hullámvezető vesztesége a frekvenciával csökken, és ez egy ponton túl már komoly versenyzővé emelte az elméletet a nagy távolsági távközlés formátumára.
A radar fontossága a második világháborúban nagy lendületet adott a hullámvezeték kutatásának, legalábbis a szövetségesek részéről. A magnetron, amelyet 1940-ben John Randall és Harry Boot fejlesztett ki az Egyesült Királyság Birminghami Egyetemén, jó áramforrást biztosított, és mikrohullámú radarok építését tette lehetővé. Az amerikai kutatás legfontosabb központja az MIT sugárzási laboratóriumában (Rad Lab) volt, de sokan mások is részt vettek az Egyesült Államokban és az Egyesült Királyságban, például a Telekommunikációs Kutatóintézetnél. A Rad Lab Alaptudományi Fejlesztési Csoportjának vezetője Edward Mills Purcell volt. Kutatói között volt Julian Schwinger, Nathan Marcuvitz, Carol Gray Montgomery és Robert H. Dicke. A Rad Lab munkájának nagy része a hullámvezető szerkezetek darabos elemmodelljeinek kutatására összpontosított, hogy a hullámvezetőben lévő komponensek elemezhetők legyenek a szokásos áramkörelmélettel. Hans Bethe rövid ideig a Rad Lab-nál is járt, de miközben ott készítette el a „kis nyílás elméletét” (small aperture theory), amely fontosnak bizonyult a hullámvezető üregszűrők számára, először a Rad Lab-ban fejlesztették ki. A német oldalon viszont a háború végső szakaszáig nagyrészt figyelmen kívül lettek hagyva a radar hullámvezetők lehetőségei. Olyannyira, hogy amikor egy lelőtt brit repülőgép radaralkatrészeit elemzés céljából a Siemens & Halskéba küldték, annak ellenére, hogy mikrohullámú alkatrészként ismerték fel, pontos rendeltetésüket nem sikerült beazonosítaniuk.
A német akadémikusoknak megengedték, hogy továbbra is nyilvánosan tegyék közzé ezen a területen végzett kutatásaikat, mert nem tartották fontosnak. 
Közvetlenül a második világháború után a hullámvezető volt a csúcstechnológia a mikrohullám területén. Van azonban néhány problémája; terjedelmes, drága előállítani, és a letörési frekvencia hatás megnehezíti a széles sávú eszközök gyártását. A barázdás hullámvezeték növelheti a sávszélességet egy oktávon túl, de jobb megoldás az, ha olyan technológiát használunk, amely TEM módban működik (vagyis nem hullámvezető), például koaxiális vezetőket, mivel a TEM-nek nincs letörési frekvenciája. Árnyékolt téglalap alakú vezető is használható, és ennek bizonyos gyártási előnyei vannak a koaxszal szemben, és a sík technológia (szalagvezeték és mikroszalag) előfutáraként tekinthető. A sík technológiák azonban a nyomtatott áramkörök bevezetésekor kezdtek igazán elterjedni. Ezek a módszerek lényegesen olcsóbbak, mint a hullámvezetők, és jelentős teret hódítottak a legtöbb sávban. A hullámvezetést azonban továbbra is előnyben részesítik a magasabb mikrohullámú sávokban, a Ku sávtól felfelé.

## Tulajdonságok

### Terjedési módok és vágási frekvenciák
A hullámvezetőben a terjedési mód a hullámegyenletek egyik megoldása, vagy más szavakkal, a hullám alakja. A határfeltételek korlátai miatt csak korlátozott frekvenciák és formák adódnak a hullámfüggvény számára úgy, hogy továbbterjedhessenek a hullámvezetőben. A legalacsonyabb frekvencia, amellyel egy bizonyos módozat terjedhet, az adott üzemmód alsó határfrekvenciája. A legalacsonyabb határfrekvenciával rendelkező üzemmód a hullámvezető alap módja, a határfrekvenciája pedig a hullámvezető alsó vágási frekvenciája. 
A terjedési módokat a Helmholtz-egyenlet, geometriai alakzattól és a régiót összekötő anyagoktól függő peremfeltételeivel oldhatjuk meg. A végtelenül hosszú, egyenletes hullámvezető általánosítással élve lehetőségünk nyílik, hogy a hullám terjedési formáját megválaszthassuk, vagyis kijelentjük, hogy minden térkomponens ismerten függ a terjedési iránytól ({\displaystyle z}). Pontosabban, az általános megközelítés az, hogy először az összes ismeretlen, időben változó ismeretlen mezőt {\displaystyle u(x,y,z,t)} (feltételezve, hogy a mezőket egyszerű derékszögű összetevőkkel írjuk le) kicserélik a komplex fázis-reprezentációjukkal {\displaystyle U(x,y,z)}, és elegendő bármilyen végtelen hosszú egyhangú jel frekvencián történő teljes leírására {\displaystyle f}, (szögfrekvencia {\displaystyle \omega =2\pi f}), így ennek megfelelően írja át a Helmholtz-egyenletet és a peremfeltételeket. Ezután minden ismeretlen mezőt átírnak egy ilyen formára {\displaystyle U(x,y,z)={\hat {U}}(x,y)e^{-\gamma z}}, ahol a {\displaystyle \gamma } kifejezés a terjedési állandót jelenti (még ismeretlen) annak az iránynak a mentén, amely mentén a hullámvezető a végtelenig terjed. A Helmholtz-egyenlet átírható egy ilyen forma befogadására, és az ebből fakadó egyenlőséget meg kell oldani {\displaystyle \gamma } és {\displaystyle {\hat {U}}(x,y)}-ra, végül egy sajátérték-egyenletet kapunk a {\displaystyle \gamma } és ennek megfelelő sajátfüggvény {\displaystyle {\hat {U}}(x,y)_{\gamma }} az előbbiek minden egyes megoldására.
A vezetett hullám terjedési állandója, {\displaystyle \gamma } általában komplex. Veszteségmentes esetben a terjedési állandó akár valós, akár képzetes értékeket vehet fel, a sajátérték-egyenlet választott megoldásától és az  {\displaystyle \omega } szögfrekvenciától függően. Amikor {\displaystyle \gamma } tisztán valós, az üzemmódról azt mondják, hogy "a határérték alatt van", mivel a mezőfázisok amplitúdója a terjedésnek köszönhetően exponenciálisan csökken; egy képzetes {\displaystyle \gamma } ehelyett olyan módokat képvisel, amelyekről azt mondják, hogy "terjedésben vannak" vagy "vágás felett", mivel a fázisok komplex amplitúdója nem változik {\displaystyle z}-vel.

### Impedanciaillesztés
Az áramkörelméletben az impedancia az elektromos ellenállás általánosítása váltakozó áram esetén, és ohmban mérik ({\displaystyle \Omega }). A hullámvezetéket az áramkörelméletben egy távvezeték írja le, amelynek hossza és jellemző impedanciája van. Más szavakkal, az impedancia jelzi az áramkör alkatrészének (ebben az esetben egy hullámvezető) feszültségének és áramának arányát a hullám terjedése során. A hullámvezető ezen leírását eredetileg váltakozó áramra szánták, de alkalmas elektromágneses és hanghullámokra is, ha a hullám és az anyag tulajdonságai (például nyomás, sűrűség, dielektromos állandó) megfelelően átalakíthatók elektromos kifejezésekké (például áramerősség és impedancia).
Az impedanciaillesztés ott fontos, ahol az elektromos áramkör részei csatolásban vannak (például hullámvezető az antennához): az impedanciaarány meghatározza, hogy a hullám mekkora részét továbbítja előre és mennyit ver vissza. A hullámvezető antennához történő csatlakoztatásához általában teljes átvitel szükséges, ezért erőfeszítéseket tesznek az impedanciák illesztésére.
A reflexiós együttható a következőképpen számítható ki: {\displaystyle \Gamma ={\frac {Z_{2}-Z_{1}}{Z_{2}+Z_{1}}}}, hol {\displaystyle \Gamma } (Gamma) a reflexiós együttható (0 a teljes átvitelt, 1 a teljes visszaverődést és 0,5 a bejövő feszültség felének tükrözését jelenti), {\displaystyle Z_{1}} és {\displaystyle Z_{2}} az első komponens (ahonnan a hullám belép) és a második komponens impedanciájának felel meg.
Az impedanciák eltérése visszavert hullámot hoz létre, amely a bejövő hullámokhoz hozzáadva állóhullámot kelt. Az impedanciaeltérés számszerűsíthető az állóhullámaránnyal (SWR vagy VSWR feszültség esetén), amely az impedanciaarányhoz és a reflexiós együtthatóhoz kapcsolódik: {\displaystyle \mathrm {VSWR} ={\frac {|V|_{\rm {max}}}{|V|_{\rm {min}}}}={\frac {1+|\Gamma |}{1-|\Gamma |}}}, ahol {\displaystyle \left|V\right|_{\rm {min/max}}} a feszültség abszolút értékének minimális és maximális értéke, a VSWR pedig a feszültség állóhullámaránya, amelynek ha értéke 1, az teljes átvitelt jelöl, visszaverődés nélkül és így állóhullám nélkül, míg a nagyon nagy értékek nagy visszaverődést és állóhullámmintát jelentenek.

## Elektromágneses hullámvezetők

### Rádiófrekvenciás hullámvezetők

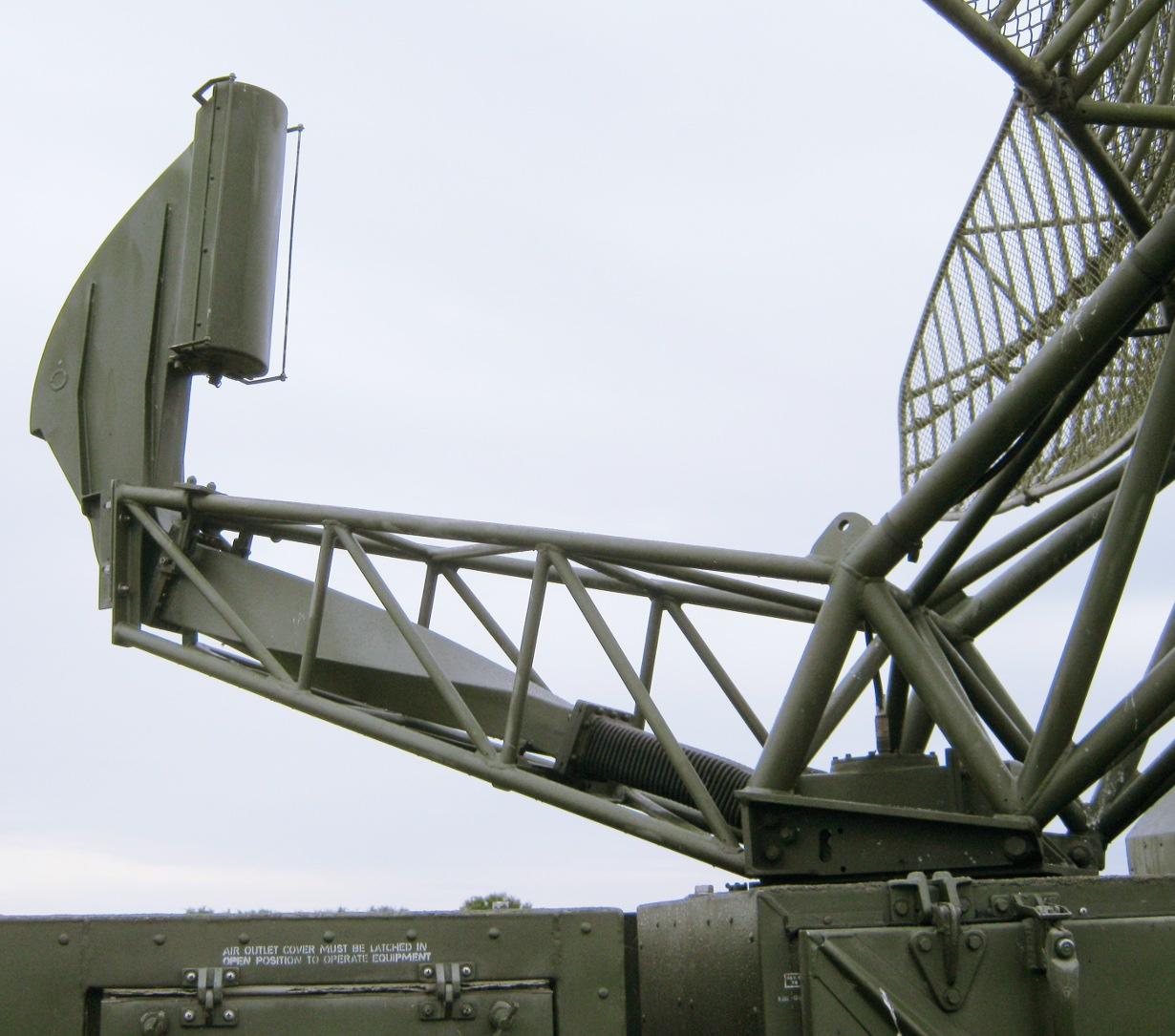
Ebben a katonai radarban a mikrohullámú sugárzást egy hullámvezető továbbítja a forrás és a reflektor között. Az ábra azt sugallja, hogy a mikrohullámok kör alakú szimmetrikus üzemmódban hagyják el a dobozt (lehetővé téve az antenna forgását), majd lineáris módba alakulnak át, és flexibilis szakaszon haladnak át. Ezután polarizációjukat a sodrott szakaszban megforgatják, végül besugározzák a parabolikus antennát

A hullámvezetők kialakíthatóak úgy, hogy az elektromágneses spektrum széles spektrumán vigyenek át hullámokat, de különösen hasznosak a mikrohullámú és az optikai frekvenciatartományokban. A frekvenciától függően akár vezetőképes, akár dielektromos anyagokból felépíthetők. A hullámvezetőket mind teljesítmény, mind kommunikációs jelek továbbítására használják. 

### Optikai hullámvezetők
Az optikai frekvenciákon alkalmazott hullámvezetők tipikusan dielektromos hullámvezetők, olyan szerkezetek, amelyekben a nagy permittivitású és így magas törésmutatójú dielektromos anyagot kisebb permittivitású anyag veszi körül. A szerkezet az optikai hullámokat a teljes belső visszaverődés alapján vezeti. Az optikai hullámvezető példája az optikai szál. 
Más típusú optikai hullámvezetőket is alkalmaznak, ideértve a fotonkristály szálat, amely a hullámokat több különböző mechanizmus bármelyikével vezeti. Világító alkalmazásokhoz fénycsövekként üreges cső alakú, erősen visszaverő belső felületű vezetőket is alkalmaztak. A belső felületek lehetnek polírozott fémből vagy többrétegű filmmel boríthatók, amely a fényt Bragg-visszaverődéssel vezeti (ez egy fotonkristály szál speciális esete). Használhat olyan kis prizmákat is a cső körül, amelyek a teljes belső visszaverődésen keresztül visszaverik a fényt  — ez a korlátozás szükségszerűen tökéletlen, mivel a teljes belső visszaverődés soha nem tudja igazán irányítani a fényt egy alacsonyabb indexű magban (prizma esetén valamennyi fény kiszivárog a prizma sarkainál).

## Akusztikus hullámvezetők
Az akusztikus hullámvezető egy fizikai szerkezet a hanghullámok vezetésére. A hangterjesztésre szolgáló csatorna szintén átviteli vonalként viselkedik. A csatorna tartalmaz valamilyen közeget, például levegőt, amely támogatja a hang terjedését. 

## Matematikai hullámvezetők
A hullámvezetők tanulmányozásra érdemes tárgyak, szigorúan matematikai szempontból is. A hullámvezető (vagy cső) a határfeltételek típusaként definiálható a hullámegyenletben úgy, hogy a hullámfüggvénynek nullának kell lennie a határon, és hogy a megengedett régió minden dimenzióban véges (végtelen hosszú henger erre példa). Ezekből az általános feltételekből számos érdekes eredmény bizonyítható. Kiderült, hogy bármely dudorral ellátott cső (ahol a cső szélessége növekszik) legalább egy kötött állapottal rendelkezik, amely a módus réseken belül létezik. Az összes kötött állapot frekvenciája azonosítható egy rövid időtartamú impulzus segítségével. Ez a variációs elvek segítségével mutatható ki. Jeffrey Goldstone és Robert Jaffe érdekes eredménye, hogy bármely állandó szélességű, csavarral ellátott cső rendelkezik kötött állapottal. 

## Hangszintézis
A hangszintézis tárgykörében digitális késleltetési vonalakat használnak számítási elemként a fúvós hangszerek csöveiben lévő hullámterjedés és a vonós hangszerek rezgő húrjainak szimulálására. 

## Fordítás
Ez a szócikk részben vagy egészben  a   Waveguide című angol Wikipédia-szócikk ezen változatának fordításán alapul.  Az eredeti cikk szerkesztőit annak laptörténete sorolja fel. Ez a jelzés csupán a megfogalmazás eredetét és a szerzői jogokat jelzi, nem szolgál a cikkben szereplő információk forrásmegjelöléseként.